# 上諾伍德
上諾伍德（Upper Norwood）是倫敦的一個地區，分屬布羅姆利、克羅伊登、蘭貝斯和南華克倫敦自治市。上諾伍德是倫敦地勢最高的地區之一。

## 外部連結
- Upper Norwood Library – Independent Public Library
- Virtual Norwood （页面存档备份，存于）
- Norwood Society （页面存档备份，存于）
- www.uppernorwood.com （页面存档备份，存于）